# Istighfar
A l'islam, l'istighfar (àrab: إستغفار, istiḡfār), també conegut per l'expressió astághfiru L·lah (àrab: أستغفر الله, astaḡfiru Llāh) consisteix en l'acte de demanar perdó a Déu. És una de les parts fonamentals de la veneració en la religió islàmica. Normalment, aquest acte es porta a terme repetint l'expressió àrab astághfiru L·lah, que significa «demano perdó a Déu».